# Cookeina

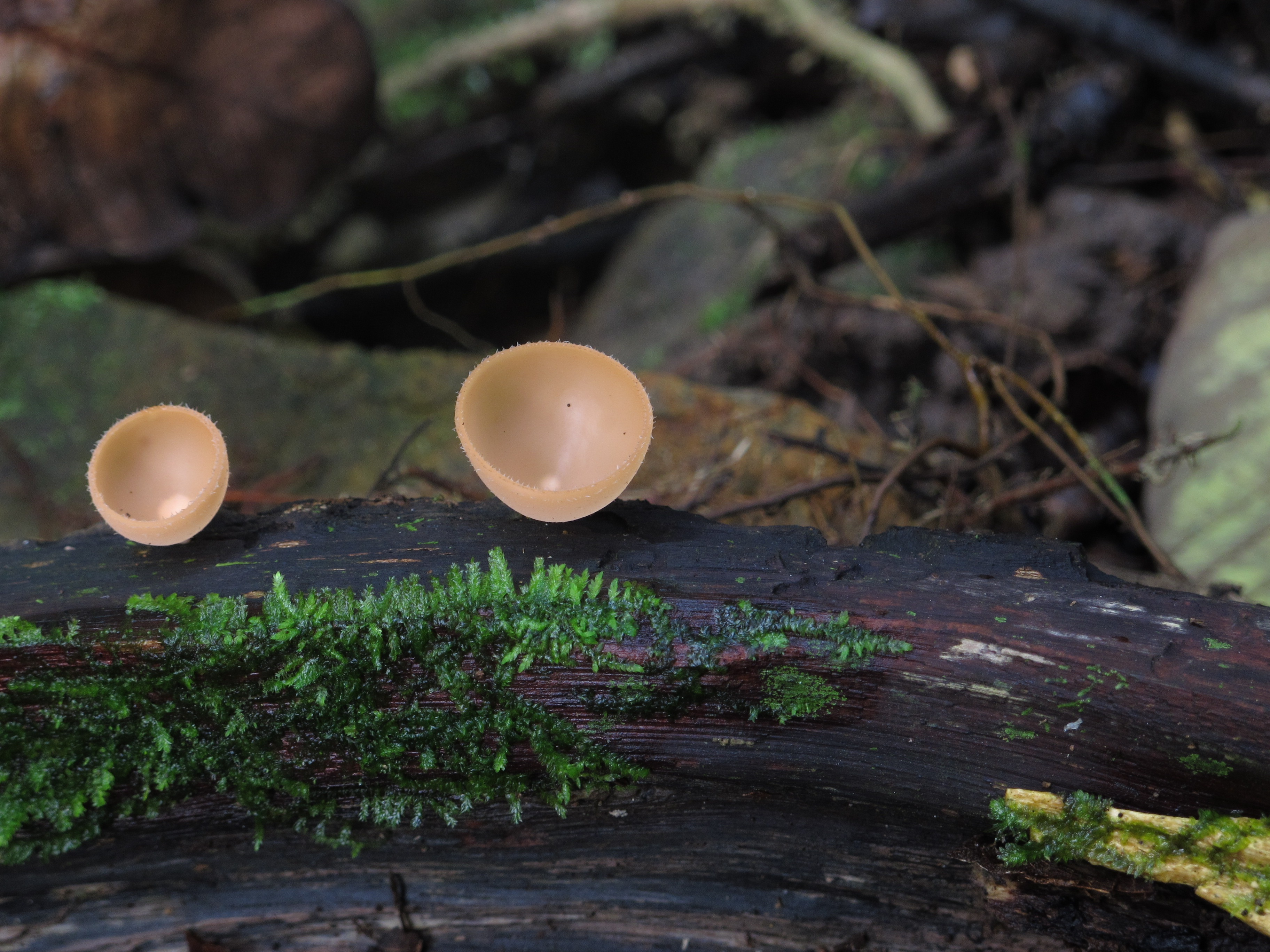
Cookeina sulcipes de Malasia.

Cookeina es un género de hongos de la familia Sarcoscyphaceae. Estos hongos tipo copa son propios de regiones tropicales y subtropicales a lo largo del mundo. Se les suele encontrar sobre ramas caídas de angiospermas, troncos, y a veces sobre frutos. Los temuan de la península de Malasia utilizan ciertas especies de este género como alimento, y también como carnada para la pesca, siendo frotado contra el anzuelo.

## Especies
- Cookeina colensoi (Berk.) Seaver (1913).[4][5]
- Cookeina colensoiopsis Iturr. & Pfister (2006).[6]
- Cookeina globosa Douanla-Meli (2005).[7]
- Cookeina indica Pfister & R. Kaushal (1984).[8][9]
- Cookeina insititia (Berk. & M.A. Curtis) Kuntze (1891).[10]

- Cookeina sinensis Z. Wang (1997).[9]

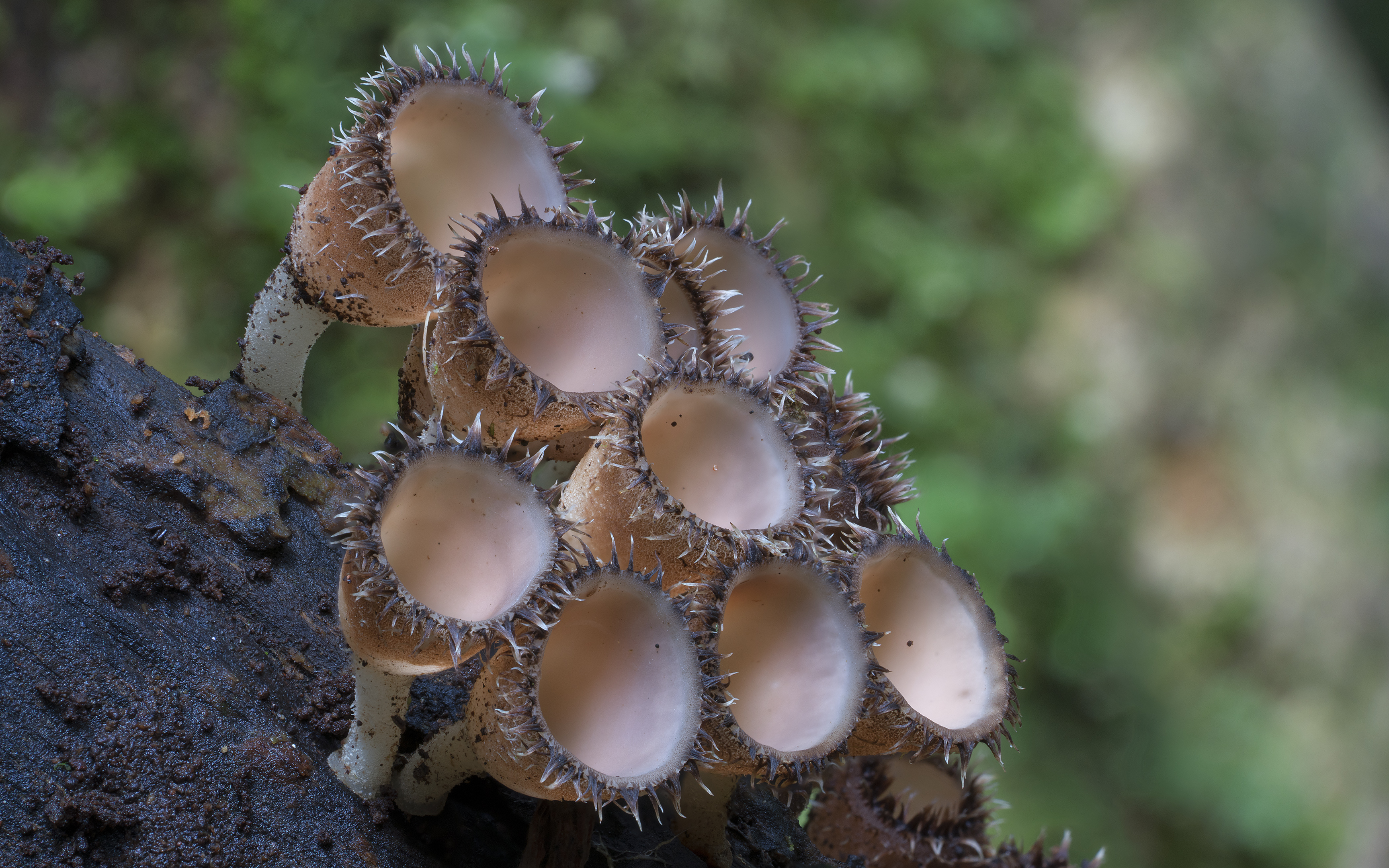
C. insititia

- Cookeina speciosa (Fr.) Dennis (1994).[11][2]

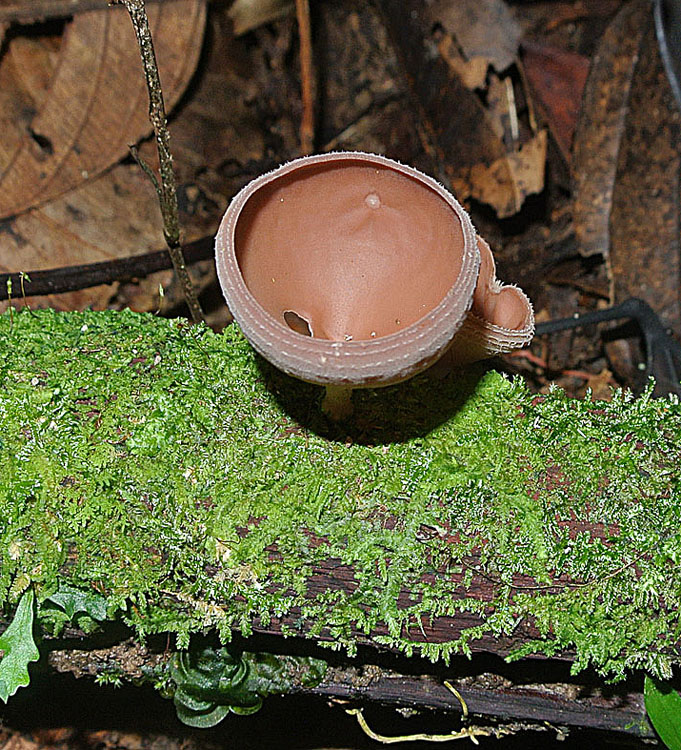
C. speciosa (Colombia)

- Cookeina sulcipes (Berk.) Kuntze (1891).
- Cookeina tricholoma (Mont.) Kuntze (1891).
 Son sinónimos Peziza tricholoma Mont., (1834), Pilocratera tricholoma (Mont.) Henn., y Trichoscypha tricholoma (Mont.) Cooke, (1889).
- Cookeina venezuelae (Berk. & Curt in Cooke) Le Gal (1953).[12]